# San Nicolás de las Flores
San Nicolás de las Flores är en ort i Mexiko.   Den ligger i kommunen Jalostotitlán och delstaten Jalisco, i den centrala delen av landet, 400 km nordväst om huvudstaden Mexico City. San Nicolás de las Flores ligger 1 665 meter över havet och antalet invånare är 310.
Terrängen runt San Nicolás de las Flores är huvudsakligen en högslätt. San Nicolás de las Flores ligger nere i en dal. Runt San Nicolás de las Flores är det ganska tätbefolkat, med 58 invånare per kvadratkilometer. Närmaste större samhälle är Teocaltiche, 16,0 km norr om San Nicolás de las Flores. I omgivningarna runt San Nicolás de las Flores växer huvudsakligen savannskog.